# Дюпюи-де-Лом (броненосный крейсер)
Броненосный крейсер «Дюпюи-де-Лом» (фр. Dupuy-de-Lôme) — боевой корабль французского флота конца XIX века. Стал первым в мире крейсером с полностью забронированным надводным бортом. Явился родоначальником французских броненосных крейсеров, оказал серьёзное влияние на крейсеростроение в других странах. Назван в честь Дюпюи де Лома, проектировщика первого в мире броненосца для плавания в открытом море. Построен в единственным экземпляре. Высокая стоимость и сложность «Дюпюи-де-Лома» вынудили руководство французского флота отказаться от серийного строительства этого проекта и перейти к «бюджетным» крейсерам типа «Амираль Шарне».

## Проектирование и постройка
Корабль был разработан как развитие доктрины рейдерской войны против коммерческого судоходства, активно отстаиваемой «Jeune École». В связи с интенсивным строительством для флота Великобритании многочисленных бронепалубных крейсеров 1-го и 2-го класса, ранее отстаиваемые «Jeune École» безбронные и малые бронепалубные крейсера были сочтены недостаточно эффективными рейдерами: они не могли выдержать боя с многочисленными британскими бронепалубными крейсерами. В основу проекта «Дюпюи-де-Лом» было положено стремление создать корабль, априори превосходящий по боевым качествам любые бронепалубные крейсера.
Корабль был заложен в июле 1888, спущен на воду 27 октября 1890, и поступил на испытания в 1892 году. При постройке выявился ряд дефектов: так, часть кованых стальных бронеплит, изготовленных для крейсера, были признаны слишком хрупкими. Машинная установка корабля из-за неудачного размещения котлов не обеспечивала проектной мощности и была заменена по инициативе производителя. Из-за всех этих задержек, крейсер был введён в строй в 1895 году.

## Конструкция

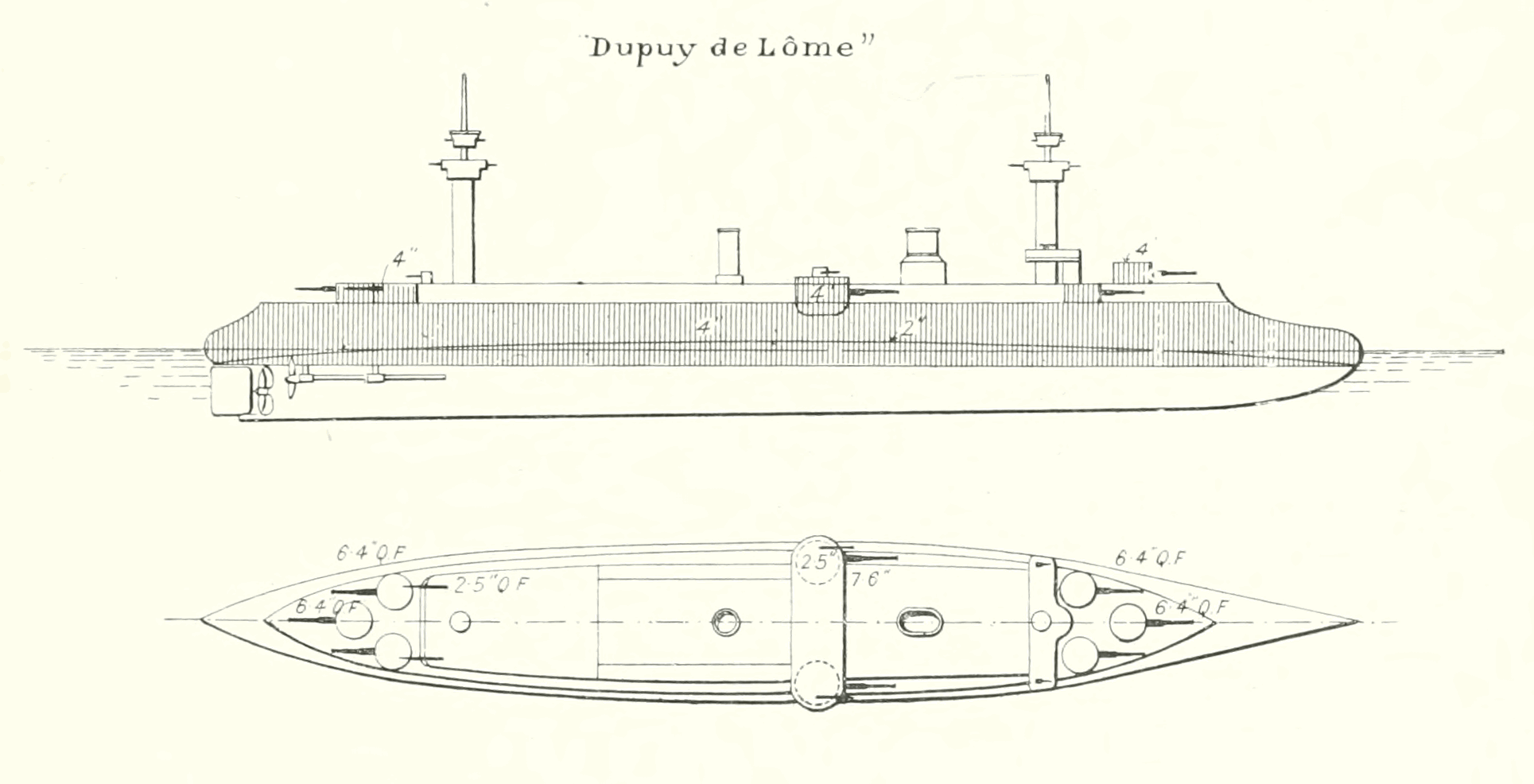
«Дюпюи де Лом». Схема.

Корпус крейсера, с его характерно французским глубоким завалом надводного борта и далеко выдающимся вперед таранным носом имел сигарообразную форму. Длина его составляла 114 метров, при ширине 15,7 метров. Осадка при нормальной загрузке составляла 7,07 метра. Нормальное водоизмещение крейсера было 6301 тонн, полное — 6682 тонны, при этом метацентрическая высота при полной загрузке не превышала 0,695 метра. В результате, корабль имел медленную, сильную бортовую качку и его ценность как артиллерийской платформы постоянно была под вопросом.
Длинный нос корабля имел таранную оконечность, но не был бронирован, что делало нанесение таранного удара опасным для крейсера. Он был сильно срезан, чтобы уменьшить урон, наносимый носовыми орудиями при стрельбе прямо по носу. Вдоль корпуса проходила двухъярусная надстройка. Две сильно разнесенные трубы и две тяжелые боевые мачты с массивными марсами довершали силуэт крейсера.

### Вооружение
Вооружение крейсера было рассчитано на максимально мощный догонный и ретирадный огонь, так как создатели «Дюпюи-де-Лома» предполагали, что их корабль будет в основном вести бой либо уходя от противника, либо догоняя жертву. Впервые в мировом крейсерском кораблестроении, и основное и вспомогательное вооружение целиком размещалось в полностью закрытых вращающихся башнях.
Он был вооружен двумя 194-миллиметровыми 45-калиберными орудиями образца 1887 года, установленными в двух броневых башнях по бортам в центре корпуса. Башни были вынесены на спонсоны: таким образом, с учётом сильного завала бортов, оба 194-миллиметровых орудия могли вести огонь прямо по носу и прямо по корме. Вспомогательное вооружение состояло из шести 164-миллиметровых 45-калиберных орудий, образца также 1887 года, расположенных в одноорудийных башнях, по три на носу и на корме. Таким образом, полный носовой или кормовой залп крейсера состоял из 3-х 164-миллиметровых и 2-х 194-миллиметровых длинноствольных орудий, и был сильнее бортового (четыре 164-миллиметровых орудия и одно 194-миллиметровое орудие на каждый борт).
Противоминное вооружение крейсера состояло из десяти 47-миллиметровых и четырёх 37-миллиметровых орудий Гочкиса, причем первые располагались на надстройке корабля, а вторые — на марсах боевых мачт. Корабль также нес четыре 450-миллиметровых надводных торпедных аппарата, по два на каждом борту.

### Бронирование
Весь борт корабля был полностью защищен 100-миллиметровой стальной броней. Пояс уходил на 1,38 метра ниже ватерлинии и поднимался до главной палубы. Толщина брони гарантировала защиту от 120-миллиметровых снарядов скорострельных орудий британских крейсеров практически на любых дистанциях.
Горизонтальная защита осуществлялась броневой палубой, толщиной в 30 миллиметров. Палуба находилась ниже ватерлинии: над машинными отделениями и погребами боезапаса была дополнительно установлена 8-миллиметровая противоосколочная палуба, призванная задерживать осколки снарядов, пробивших главную палубу. Пространство между главной и противоосколочной палубой могло быть заполнено углем для увеличения запаса топлива и улучшения защиты, однако использование угля из этих емкостей было крайне неудобно.
Башни крейсера защищались 100-миллиметровой броней, что гарантировало их защиту от повреждений осколками и мелкокалиберными снарядами, и требовало прямого попадания в башню для выведения её из строя.
Вдоль всего борта корабля, от броневой палубы и до высоты в 1 метр над ватерлинией, проходил заполненный пробкой коффердам, призванный локализовать эффект от разрывов снарядов. Корпус ниже ватерлинии был разделен 13-ю водонепроницаемыми траверзными переборками, и еще три дополнительно были установлены выше ватерлинии. В целом, защита корабля была чрезвычайно мощной и продуманной, обеспечивая крейсеру практически полную неуязвимость от снарядов 100-120-миллиметровых скорострельных орудий, наиболее распространенных тогда в британском и итальянском флотах, и гарантируя достаточную защиту от тяжелых 150-203-миллиметровых бронебойных орудий.

### Силовая установка
Крейсер оснащался тремя паровыми машинами: работавшая на средний вал была вертикальной, а две другие — горизонтальными, размещались машины не бок о бок, а тандемом. Ближе всего к корме установили вертикальную машину тройного расширения. В отсеке между 56 и 62 шпангоутами размещалась машина левого борта, а между 49 и 56 — правого борта. У машины левого борта цилиндры находились справа, а у правобортной наоборот. 11 паровых котлов прямым ходом дыма, диаметром 3 м и длиной 6,9 м обеспечивали силовой установке мощность в 14 000 лошадиных сил. Крейсер был рассчитан на максимальную скорость в 20 узлов, но на испытаниях в 1895 году его машины развили только 13 186 л. с., что дало скорость лишь около 19,73 узлов (что, впрочем, все равно делало крейсер одним из быстрейших на тот момент кораблей в мире). Максимальный запас топлива после достройки крейсера составил 1080 т, хранился в 25 угольных ямах его хватало на 7400 км экономического 12,5-узлового хода.

## Служба
Заложенный в 1888 году, крейсер был спущен на воду в 1890-м. При постройке новаторского корабля выяснился ряд проблем; так, часть кованых стальных плит брони оказалась дефектной и была заменена. В 1892 году, на ходовых испытаниях, один из котлов корабля взорвался; кроме того, силовая установка развила лишь около 10380 л.с. и нуждалась в переделке. Все это значительно задержало ввод «Дюпюи де Лом» в строй.
После затянувшейся достройки, корабль был принят в состав французского флота в 1895 году. Он был включен в состав Северной Эскадры, базирующегося на атлантическом побережье Франции. Будучи новейшим крейсером своего класса, «Дюпюи де Лом» активно использовался в дипломатических визитах, включая визит в Германию в 1895 году (по случаю открытия Кильского канала), в Испанию в 1896 и в Россию в 1897 году.
Во время службы, корабль подвергался некоторым модификациям. В 1897 году, крейсер оснастили скуловыми килями, что значительно улучшило остойчивость. В 1902 году, «Дюпюи де Лом» поставили на капитальный ремонт и модификацию. При этом, его старые котлы были демонтированы и заменены 20 новыми водотрубными котлами высокого давления типа Гюйо-дю Тампля; для отвода дыма была смонтирована третья труба. Попытались также решить проблему перегрузки, демонтировав кормовую мачту крейсера и заменив её более легкой. Однако, испытания «Дюпюи де Лома» в 1906 продемонстрировали неудовлетворительный результат; скорость крейсера на пробе не превысила 18,27 узлов. Поэтому сразу после ремонта, крейсер был выведен в резерв.
«Дюпюи де Лом» был кратковременно возвращен в состав флота в 1908 году, и снаряжен для службы на марокканской станции. К этому времени, техническое состояние корабля уже было плохим; в довершение всего, некогда передовой крейсер спустя двадцать лет службы устарел морально и технически и имел ограниченное значение из-за недостаточной скорости. В 1909 году «Дюпюи де Лом» вновь был выведен в резерв; от планировавшегося ремонта отказались по соображениям экономии.
В 1910 году, правительство Перу, озабоченное обсуждавшейся в то время возможностью приобретения соседним Эквадором итальянского бронепалубного крейсера «Умбрия», приняло решение усилить свой флот, состоявший из двух легких крейсеров-скаутов британской постройки. Перуанская делегация обратилась во Францию, в надежде приобрести крупные боевые корабли. Ввиду ограниченности военно-морского бюджета Перу, надежды на заказ крупных боевых кораблей не увенчались успехом; тем не менее, французы согласились продать стоявший в резерве «Дюпюи де Лом» за три миллиона франков.
Переименованный в «Комманданте Агуирре», старый крейсер был капитально отремонтирован, и формально передан Перу в 1912 году. Однако, к этому времени Эквадор отказался от приобретения «Умбрии» (который в итоге купило Гаити) и перуанское правительство утратило интерес к французской покупке. Бывший «Дюпюи де Лом» остался во Франции; в 1917 году, правительство Перу вернуло его французам с условием возврата денег, за вычетом потраченных на ремонт.
В 1918, бывший крейсер, переименованный в «Перуанец», был продан бельгийской судоходной компании. Бельгийцы переоборудовали корабль в углевоз, демонтировав боковые машинные отделения и поместив на их место грузовые трюмы. Служба его была недолгой, и, после пожара в 1920 году, старый крейсер был списан на лом.

## Оценка проекта
Для своего времени, «Дюпюи-де-Лом» был революционным проектом, содержащим радикальный отход от всех предшествующих концепций крейсерского кораблестроения. Сочетая отличную защищенность от среднекалиберных снарядов с очень высокой скоростью и хорошо защищенной скорострельной башенной артиллерией, он был разработан специально как «истребитель бронепалубных крейсеров», способный уничтожить в бою любой корабль этого класса, не понеся при этом тяжелых повреждений, и уйти от более крупных броненосцев.
Крейсерские силы Великобритании — основного потенциального противника французского флота в XIX веке — состояли в то время в основном из бронепалубных крейсеров 2-го класса. Типичным примером таковых могли быть заложенные примерно одновременно с «Дюпюи-де-Лом» бронепалубные крейсера типа «Аполло». Имея водоизмещение около 3600 тонн и броневую защиту исключительно в виде горизонтальной броневой палубы, эти крейсера могли бы быть расстреляны скорострельными пушками «Дюпюи-де-Лома» практически на любой дистанции. Бронирование французского крейсера надежно защищало от огня 120-миллиметровых орудий британских крейсеров, и (на большинстве дистанций) от 152-миллиметровых погонных и ретирадных британских орудий.
Всё это относится к проекту крейсера. Результат оказался хуже замысла. Обычно столь новаторские корабли портит именно новизна и непроработанность отдельных решений, но в данном случае, получилось, наоборот. Три основные проблемы «Дюпюи-де-Лома» — слабые котлы, большие размахи качки при определенных курсах относительно волны и мешающие носовым башням штоки якорей, породила именно консервативность конструкторов.
К недостаткам корабля относятся отсутствие бронирования подачных труб 194-мм орудий, и отсутствие дублирования гидравлических приводов ГН для башенных установок, а также наличием погребов боезапаса 194-мм орудий над броневой палубой. Однако, подачные трубы 194-мм орудий и погреба боезапаса находились под защитой броневого пояса крейсера, и могли быть поражены только пробившими пояс бронебойными снарядами; вероятность чего была невелика.